# Ribeba
La ribeba è uno strumento idiofono lamellofono di piccole dimensioni (5,5 cm x 3,5 cm in media) di ferro e rame risalente al XVI° secolo come attestato da un documento del 1524 realizzata in Piemonte nella Valsesia ed in Lombardia.
La produzione valsesiana, attiva e documentata fin dal XVI secolo è scomparsa gradualmente nella seconda metà del XIX secolo; nei periodi di massima attività viene riferita la fabbricazione di circa 1 500 000 strumenti annui e l'esportazione di questi in tutta la penisola e poi in Europa fino ad arrivare in America centrale, settentrionale e in sud America.
Con lo strumento venivano realizzate anche le custodie in legno con decorazioni e la forma di uno scarponcino.
L'artista Giacomo Ginotti realizzò una scultura che raffigura una donna mentre suona lo strumento. L'opera è esposta alla Pinacoteca civica (Varallo).